# Bellmunt d'Urgell
Bellmunt d'Urgell és un municipi de Catalunya situat a la comarca de la Noguera. És un poble situat entre Montgai, les Penelles i Bellcaire, dalt d'un turó a 379 m d'altitud. Forma part de la Serra de Bellmunt, al límit amb la comarca de l'Urgell. S'hi pot accedir des de la carretera local de Bellcaire, per la carretera local de Montgai o per la carretera local de Penelles.
Bellmunt d'Urgell és conegut en tota la terra ponentina com "l'Espia d'Urgell" o el "Balcó d'Urgell". Per la cara nord pot contemplar-se una gran perspectiva dels Pirineus i per la cara sud s'albira la Plana d'Urgell. El terme és accidentat amb petites elevacions que formen en conjunt la serra de Bellmunt, inclosa en el Pla d'Espais d'Interès Natural. A Bellmunt d'Urgell nasqué l'escriptor Domènec Pallerola i Munné, assagista i narrador, conegut com a Domènec de Bellmunt.

## Geografia
- Llista de topònims de Bellmunt d'Urgell (Orografia: muntanyes, serres, collades, indrets..; hidrografia: rius, fonts...; edificis: cases, masies, esglésies, etc).

## Demografia
| 1497 f | 1515 f | 1553 f | 1717 | 1787 | 1857 | 1877 | 1887 | 1900 | 1910 |
| ------ | ------ | ------ | ---- | ---- | ---- | ---- | ---- | ---- | ---- |
| 17     | 11     | 9      | 50   | 92   | 437  | 432  | 532  | 519  | 559  |

| 1920 | 1930 | 1940 | 1950 | 1960 | 1970 | 1981 | 1990 | 1992 | 1994 |
| ---- | ---- | ---- | ---- | ---- | ---- | ---- | ---- | ---- | ---- |
| 554  | 443  | 387  | 351  | 301  | 248  | 225  | 236  | 238  | 238  |

| 1996 | 1998 | 2000 | 2002 | 2004 | 2006 | 2008 | 2010 | 2012 | 2014 |
| ---- | ---- | ---- | ---- | ---- | ---- | ---- | ---- | ---- | ---- |
| 233  | 233  | 231  | 235  | 226  | 225  | 215  | 211  | 196  | 192  |

| 2016 | 2018 | 2020 | 2022 | 2024 | 2026 | 2028 | 2030 | 2032 | 2034 |
| ---- | ---- | ---- | ---- | ---- | ---- | ---- | ---- | ---- | ---- |
| 188  | 193  | 185  | 178  | 182  | -    | -    | -    | -    | -    |

## L'escola
Les antigues escoles del poble de Bellmunt no estaven on són les actuals, al carrer de Domènec Cardenal. L'escola de nens era a la plaça Major, damunt del forn de pa, i la de nenes es trobava a la placeta a Ca l'Amanç, que actualment és la casa del Ramon Regué de cal Pinxo.
L'actual escola de Bellmunt es va construir en temps de la Dictadura del general Primo de Rivera, i constava de dues classes, una per als nens, amb un mestre, i l'altra per a les nenes, amb una mestra.
El 10 de gener del 1929 es va inaugurar l'escola, juntament amb la font del poble i la carretera de Penelles. Van venir per a la inauguració el Governador Civil, el Governador Militar, el bisbe de Lleida, el president de la Diputació provincial, el president de la Unió Patriòtica, el Cap-Delegat Governatiu, l'enginyer en cap de la Diputació i l'inspector en cap de Primer Ensenyament.
Com a curiositat cal destacar que pels voltants de l'any 1956, els mestres es desplaçaven, i no feien classe el dilluns al matí. A la tarda, els nens i nenes anaven a esperar la senyoreta a Penelles i venien cap a Bellmunt a peu. Per recuperar aquest matí, feien classe el dissabte. Al matí, a la classe de les nenes es feien labores, i a la tarda les dues classes deien el rosari. En acabar es netejaven les classes per torns.
Al Centre de Bellmunt d'Urgell es va atribuir la denominació específica de "Sant Bartomeu" l'any 1993. El col·legi compta amb tres aules: Una per als nens d'Educació Infantil i Cicle Inicial, l'altra per als nens de Cicle Mitjà i Cicle Superior, i una tercera classe per als mestres itinerants.
El dia 15 de maig del 2004 se celebrà el 75è aniversari de la inauguració de les escoles.